# Compose-Taste

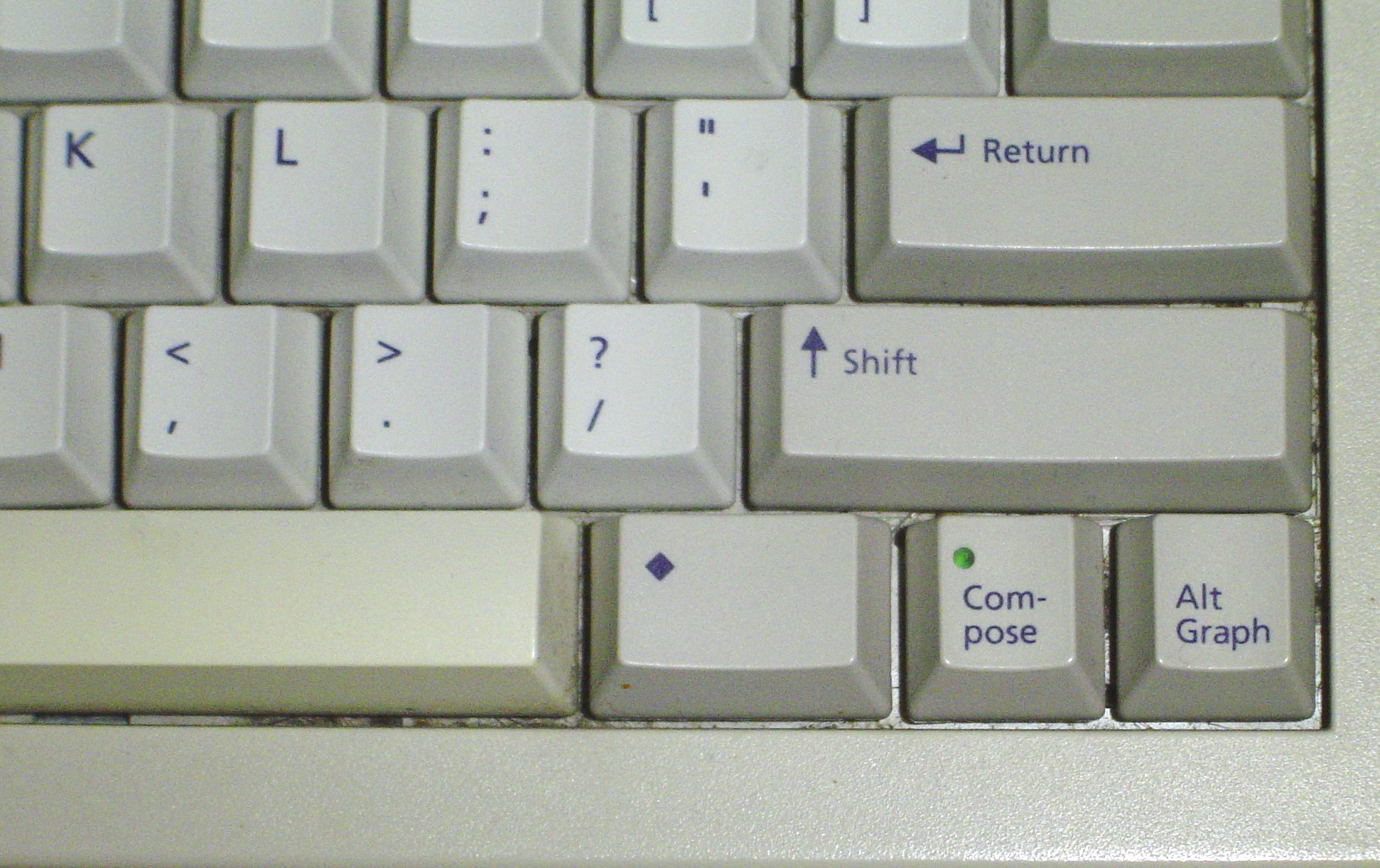
Compose-Taste, hier mit Feststellfunktion und Kontrolldiode

ISO-Tastatursymbol der Compose-Taste

Die Compose-Taste (englisch compose, zusammensetzen) ist eine spezielle Tottaste auf einer Computertastatur, nach deren Drücken die folgenden Tastendrücke zusammengefasst werden, um ein nicht in der Tastaturbelegung vorhandenes Zeichen zu erzeugen. Sie ist hauptsächlich auf unixoiden Betriebssystemen zu finden.
Das Ergebniszeichen ergibt sich üblicherweise durch eine relativ intuitive Überlagerung der Ursprungssymbole oder -buchstaben.
Ein Tastatursymbol für die Compose-Taste ist standardisiert in ISO/IEC 9995-7 als Symbol 15 „Compose Character“ sowie in DIN ISO 7000 „Graphische Symbole auf Einrichtungen“ als Symbol ISO-7000-2021. Dieses Zeichen ist in Unicode ab Version 3.0 im Block Verschiedene technische Zeichen als U+2384 composition symbol (⎄) enthalten.
| Taste 1 | Taste 2 | Ergebnis | Ergebnis                          |
| ------- | ------- | -------- | --------------------------------- |
| "       | a       | ä        | Umlaut ä bzw. a mit Trema         |
| ^       | a       | â        | Buchstabe mit Zirkumflex          |
| a       | e       | æ        | Ligatur                           |
| ,       | c       | ç        | Buchstabe mit Akzent (Cedille)    |
| s       | s       | ß        | Eszett                            |
| S       | S       | ẞ        | Großes Eszett                     |
| t       | h       | þ        | Thorn                             |
| <       | <       | «        | Anführungszeichen (Guillemets)    |
| >       | >       | »        | Anführungszeichen (Guillemets)    |
| +       | -       | ±        | Plus-Minus-Zeichen                |
| >       | '       | ’        | typographisch korrekter Apostroph |
| =       | e       | €        | das Eurozeichen                   |

Die Tastenkombinationen können je nach Implementierung und Spracheinstellung variieren. Unter X.Org lassen sich die Kürzel in einem in der Datei /usr/share/X11/locale/locale.dir angegebenen Unterverzeichnis zur entsprechenden Locale nachsehen und modifizieren. Die Datei, welche alle möglichen Compose-Sequenzen enthält, ist oft unter /usr/share/X11/locale/en_US.UTF-8/Compose zu finden. Diese Datei wird bei den meisten Distributionen, entgegen der naheliegenden Vermutung, für alle UTF-8-Locales verwendet, wie zum Beispiel de_DE.UTF-8.
Nur wenige Tastaturen, meist für Rechner bestimmter Hersteller (etwa Sun Microsystems), haben eine separate Compose-Taste. Unter vielen Linux-Distributionen wird sie über eine Kombination der Umschalttaste mit Alt Gr simuliert, oft wird auch die rechte Windows-Taste dafür verwendet. Verwendet man eine eigene xmodmap, kann die Compose-Taste mit Hilfe des Wertes „Multi_key“ ausgelöst werden.
Für Benutzer anderer Betriebssysteme besteht teilweise die Möglichkeit, die Compose-Taste per Software zu emulieren. Für Windows zum Beispiel existieren die Open-Source-Programme  AllChars und WinCompose, die das im Rahmen der aktiven Zeichensatztabelle und des ausgewählten Zeichensatzes erlauben; der portable Windowstreiber der Neo-Tastaturbelegung ermöglicht die Eingabe sämtlicher unixoider Composesequenzen.